# Шампионите на изложбата
„Шампионите на изложбата“ (на английски: Best in Show) е американска комедия от 2000 година на режисьора Кристофър Гест, по сценарий на Гест и Юджийн Леви, които също участват във филма. Във филма още участват Дженифър Кулидж, Джон Майкъл Хигинс, Майкъл Хичкок, Майкъл Маккийн, Катрин О'Хара, Паркър Поси и Фред Уилярд.